# Queensrÿche
Квинзрајк (енгл. Queensrÿche) је америчка хеви метал/прогресив метал група настала 1980. године у граду Белвју у америчкој држави Вашингтон. Група је до сада објавила десет студијских албума и неколико мањих издања (EP).
Queensrÿche је умерено успешна група на прогресив метал сцени, и до сада је продала преко 20 милиона албума широм света укључујући и 11 милиона албума у САД.

## Чланови групе

### Тренутни чланови
- Џиоф Тејт — вокали, клавијатуре (1981–данас)
- Мајкл Вилтон — водећа и ритам гитара, пратећи вокали (1981–данас)
- Еди Џексон — бас-гитара, пратећи вокали (1981–данас)
- Скот Рокенфилд — бубњеви, перкусије, клавијатуре (1981–данас)
- Паркер Лундгрен — гитара (2009-данас)

### Бивши чланови
- Крис Дегармо — водећа и ритам гитара, пратећи вокали (1981—1998, 2003, 2007)
- Кели Греј — водећа и ритам гитара, пратећи вокали (1998—2001)
- Мајк Стоун — водећа и ритам гитара, пратећи вокали (2003—2009)

## Дискографија
- Queensrÿche (1983)
- The Warning (1984)
- Rage for Order (1986)
- Operation: Mindcrime (1988)
- Empire (1990)
- Promised Land (1994)
- Hear in the Now Frontier (1997)
- Q2K (1999)
- Tribe (2003)
- Operation: Mindcrime II (2006)
- Take Cover (2007)
- American Soldier (2009)
- Dedicated to Chaos (2011)
- Queensrÿche (2013)
- Condition Hüman (2015)